# Melanagromyza epistomella
Melanagromyza epistomella är en tvåvingeart som beskrevs av Spencer 1977. Melanagromyza epistomella ingår i släktet Melanagromyza och familjen minerarflugor. Inga underarter finns listade i Catalogue of Life.